# Rasez

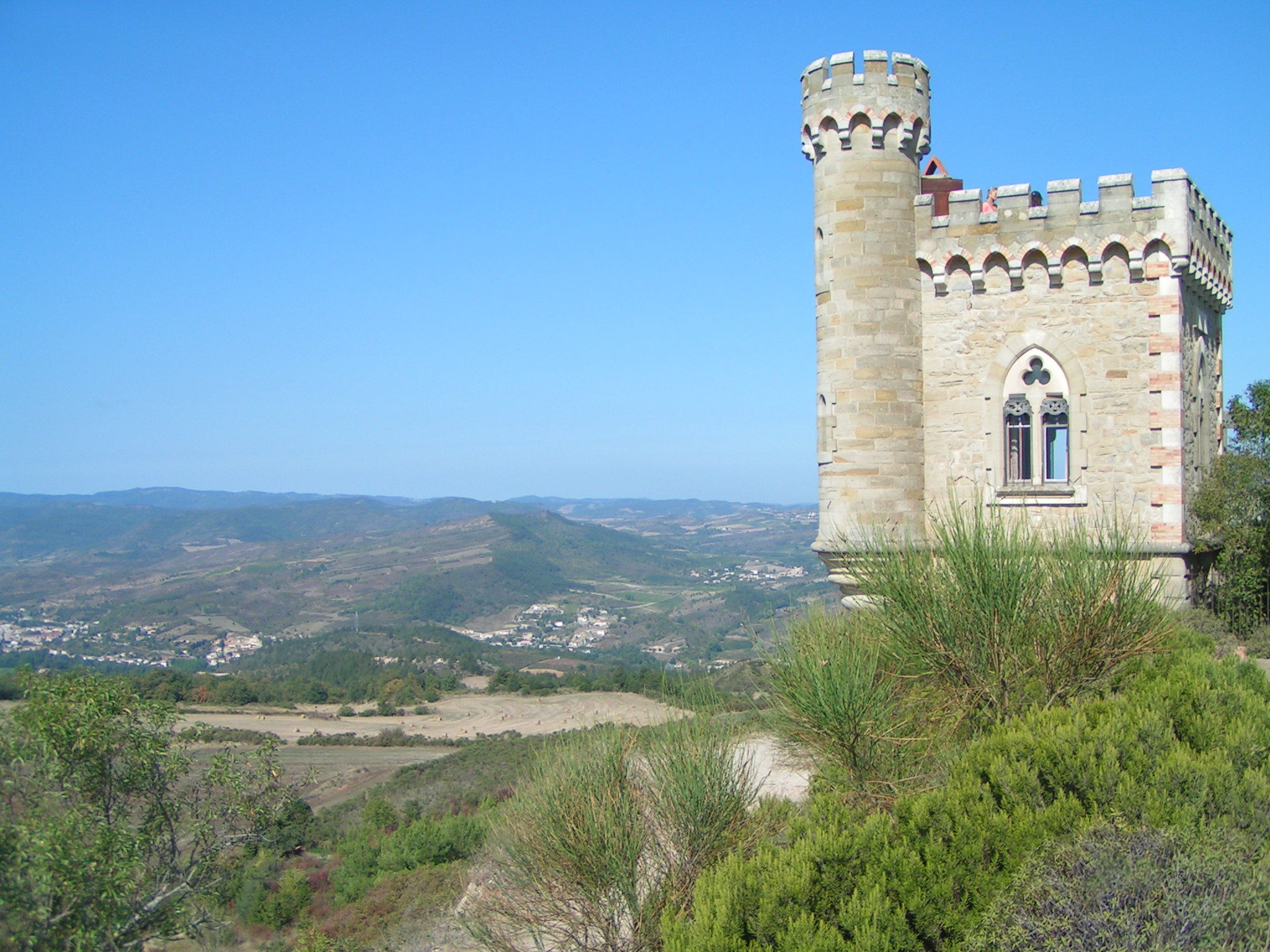
Rasés desde Rennes-le-Château

Rasez o Rasés (en occitano Rasés; en idioma francés Razès) es una región histórica de Francia al sudoeste del departamento del Aude con capital en Limoux, que se desarrolló en torno a la civitas romana de Rhedae y el condado de Rasez que durante la Edad Media se integró en las posesiones de los condes de Carcasona hasta su disolución tras la cruzada contra los albigenses.

## Historia

### Periodo visigodo
Se cree que el origen de Rasés se sitúa en una pequeña villa romana, Rhedae, donde un obispo católico de Narbona se retiró, expulsado por un obispo arriano. En los diversos concilios de Toledo aparecen repetidamente los arzobispos de Narbona, siempre arrianos. Con el reinado de Recaredo (686-701) se volvió a la oficialidad de la religión católica, así que antes del año 600 ya no debía haber obispo en Rhedae. 

### Último rey visigodo y conquista musulmana
En 714 el rey Agila II, que se encontraba en Damasco, deslumbrado por el califa renunció a la corona conjuntamente con sus tres hijos. Se creó el valiato de Híspalis (Sevilla) que más tarde se trasladó a Córdoba. Los musulmanes, que hasta entonces eran aliados del reino, se convirtieron en los soberanos del país. La noticia se conoció en la Tarraconense oriental y en Septimania, donde más apoyos tenía el rey Agila, el mismo año 714. Los magnates godos de la zona eligieron un nuevo rey entre los suyos, Ardón, amigo de los francos.
Abd al-Aziz ibn Mussa no había ocupado estas regiones ya que eran aliadas. Pero en el 715 y tras conocer la elección de Ardón decidió hacerlo, pero murió asesinado al año siguiente sin poder completar el asalto. El valí (gobernador) de Ifrikiya, de quien dependía el valí de Hispania, no envió a su sucesor, Al Hurr hasta el otoño del 716. Fue este valí quien fijó la capital en Córdoba.
Cuando en el 717 inició la campaña, algunos magnates godos de la Tarraconense se sometieron de forma voluntaria, lo que permitió a Al Hurr subir por el Ebro y conquistar otras ciudades como Pamplona. 
Los seguidores de Ardón, o simplemente aquellos que se oponían a los musulmanes, huyeron a Septimania y hacia el reino de los francos donde se les conocerá como Hispani.
En la primavera del 719 Al Hurr fue sustituido y su cargo fue ocupado por Al-Dahm al-Malik, enviado directo del califa. Fue este valí quien cruzó los Pirineos en el 719. Narbona amurallada resiste. Las principales fortalezas de la zona eran Rhedae y Carcasona, que protegía la zona oriental de Septimania. Ambas fortalezas estaban lo suficientemente amuralladas como para resistir el ataque musulmán. Antes de este ataque, el arzobispo de Narbona huye de su sede y se refugia en Rhedae. Poco después la ciudad de Narbona es tomada por las tropas de Al-Sahm.
En el 721, al-Sahm partió desde Narbona a Carcasona. Rhedae le quedaba al sur pero no se acercó. Tampoco atacó Carcasona sino que se decidió por Tolosa que pertenecía al reino de los francos. Al-Sahm murió en este ataque, en el que sus tropas resultaron derrotadas por las de Odón. 
El nuevo valí Anbasa Ibn Suhayn al-Kalbi intentó durante tres años consecutivos conquistar Carcasona y Nimes, aunque no tuvo éxito. En el 725, Anbasa tomó el mando y, partiendo de Narbona, se dirigió hacia Carcasona y consiguió someterla. Aunque no existe constancia de ello, una vez caída Carcasona lo más probable es que Rhedae también se rindiera.
- Datos: Q1457724